# 紀國海邊號列車
紀國海邊（日语： Kinokuni shīsaido */?）號列車是由西日本旅客鐵道（JR西日本）營運，行走於天王寺站至白濱站之間的臨時列車快速列車。列車途經阪和線和紀勢本線。使用車輛的名稱也是「紀國海邊」。

## 概要
在1999年（平成11年）4月29日至9月19日，於和歌山縣南部的南紀、熊野地區舉行了南紀熊野体驗博，在那時候開設了該列車。當初，該列車被視為博覧會場的穿梭列車，以及移動亭樓。在博覧會完結後，該列車變為觀光列車，主要在夏期開辦相關班次。

## 運行概況
在廢除前，列車行走於天王寺至白濱之間，共有1個往返班次，並只於週末行走。
另外，為了紀念千禧年的來臨，在2000年（平成12年）與21世紀的首年2001年（平成13年的）1月1日也設有班次，當時在那兩年各有不同的列車名稱。作為正月臨時列車班次之一，於前年12月31日開設了夜行列車班次。

### 停車站
天王寺站 - 鳳站 - 和泉府中站 - 日根野站 - 和歌山站 - 海南站 - 箕島站 - 湯淺站 - 御坊站 - 南部站 - 紀伊田邊站 - 白濱站
- 2006年（平成18年）7月運行時の停車駅

### 使用車輛與編成
「紀國海邊」使用經改裝的12系客車和24系客車，這些客車專為愉快列車而設。從白濱一方起的車輛款式與車輛編號為SuHaFu12 128 + OHa25 57 + OHa12 228 + OHaFu13 27，列車由DE10 1152牽引。車身塗裝方面，使用了南紀的形象色調，橙色、藍色、灰色配以白帶。不只是客車，機車也有同樣的塗裝。
在4卡編成中，3卡12系客車都是稱為「郵輪艙」的座位車廂，座位是在381系進行翻新工程時，同時為此列車製造新的綠色車廂座椅，所有座位都是4人包廂座。所有車廂都是普通車廂座位指定席。除了4號車廂的吸煙空間外，其餘位置都是禁煙。另外1卡是24系客車，該車輛改裝為瞭望車（全景甲板），車身經過外裝，使車輛側方至接近天花板位置都是車窗（見下圖）。車內靠近山一方會設有一級台階，並設有了高身桌和吧枱椅子，使乘客可從車廂遠眺海邊。
機車通常都是連結1號車廂一方，但是為了減省機車行走機走線的時間與程序，4號車廂的車頭經過改裝，該車廂的車頭設有駕駛艙，並以推進駕駛（推拉式列車）的方式行駛。

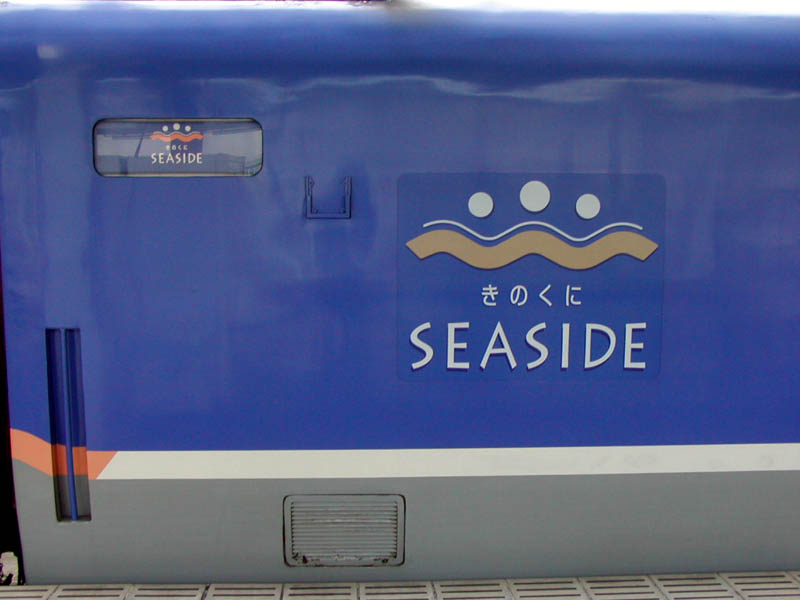
「紀國海邊」標誌
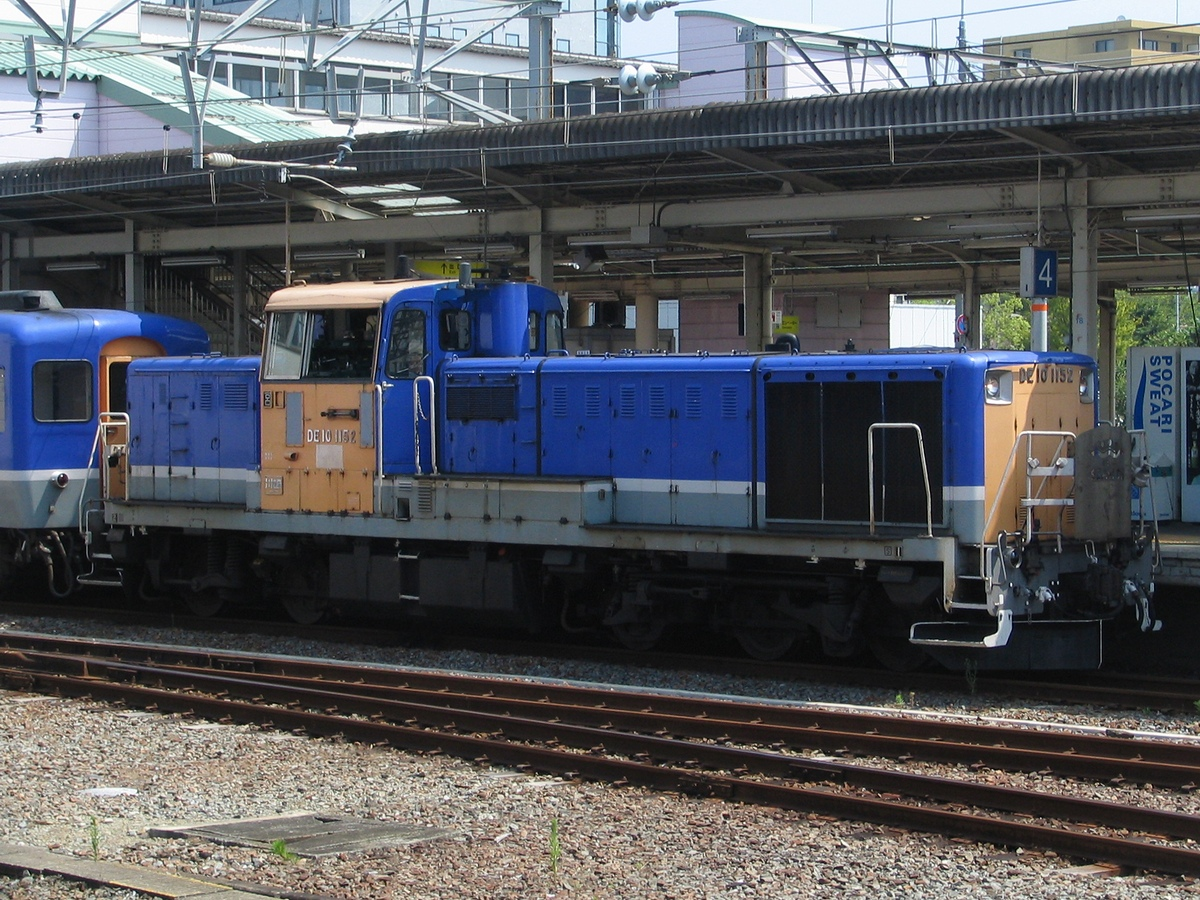
塗上專用塗裝的DE10 1152
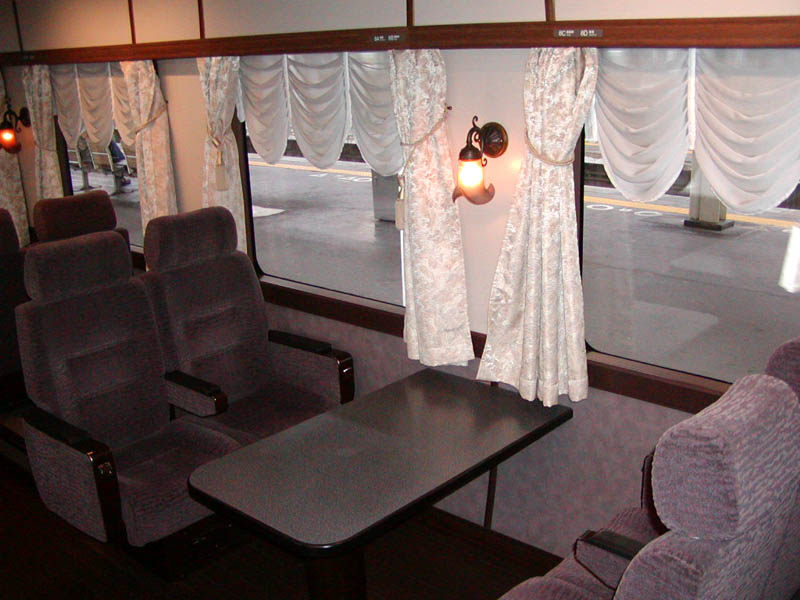
座位車廂車內
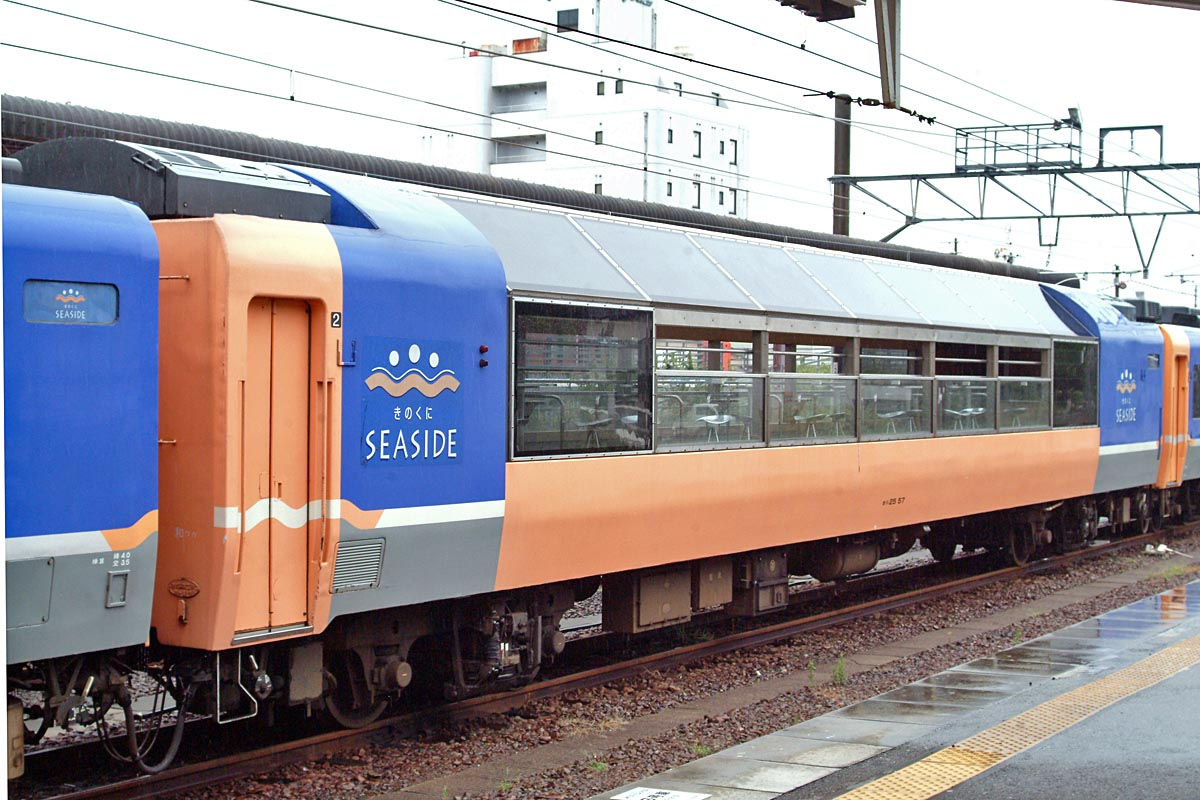
瞭望車廂（オハ25 57）
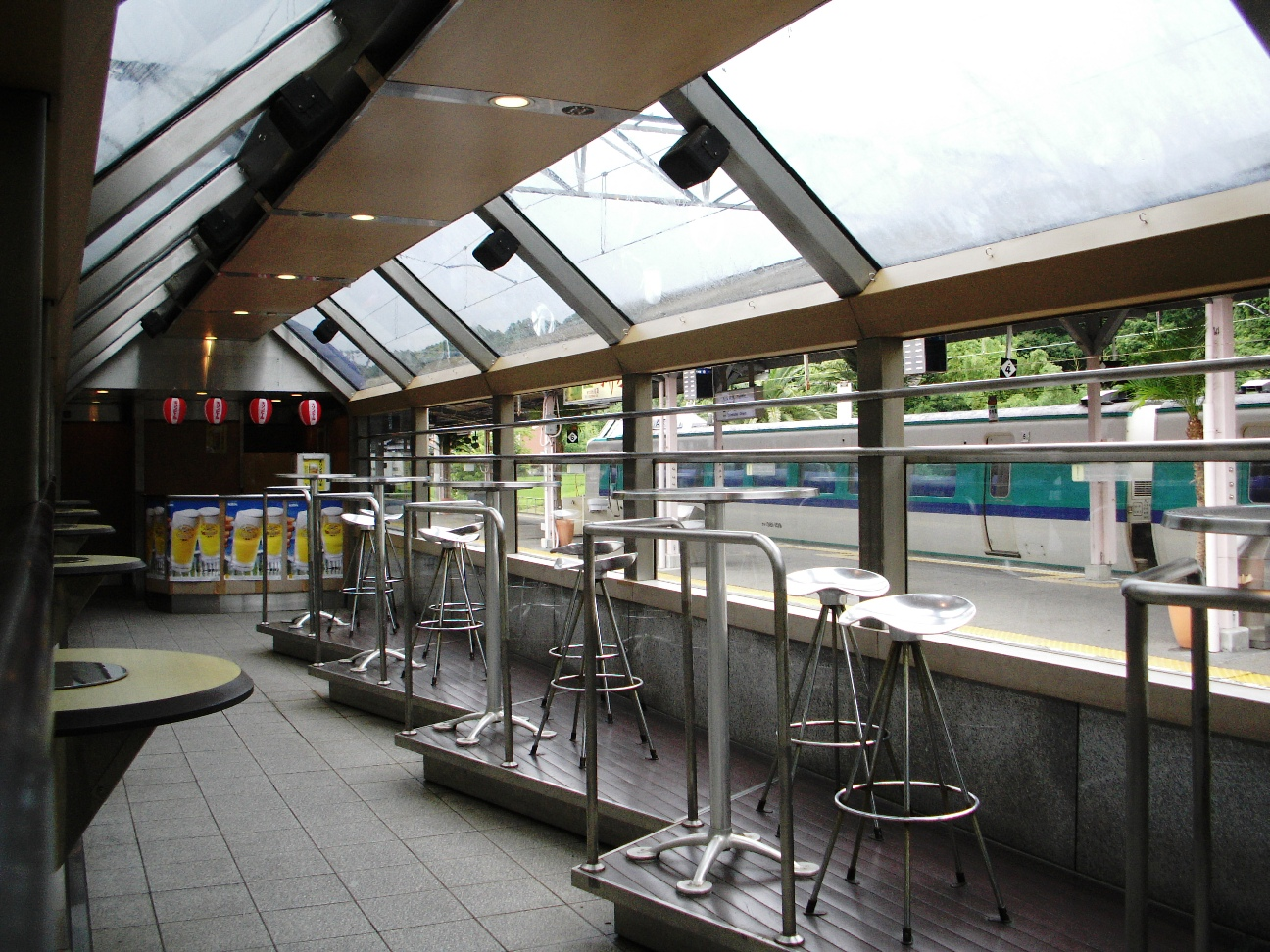
瞭望車廂車內

## 歷史
- 1999年（平成11年）
  - 4月29日：為了配合舉行南紀熊野體驗博，開設了「紀國海邊」，行走於串本至新宮之間[1]。
  - 12月4日：運輸區間延長，變為行走於白濱至新宮之間[2]。
  - 12月31日：開設「紀國海邊2000」，行走於天王寺站至新宮站之間[3]。
- 2000年（平成12年）
  - 7月20日：運輸區間變為和歌山至新宮之間。
  - 12月31日：開設「紀國海邊21」，行走於天王寺站至新宮站之間。
- 2001年（平成13年）
  - 3月3日：運輸區間變為天王寺至白濱之間（去程）和白濱至和歌山之間（回程）[4]。
  - 7月20日：回程改為前往天王寺。
- 2007年（平成19年）
  - 7月21日 - 8月12日：開設「多謝紀國海邊」，行走於和歌山至白濱之間（中途只停靠海南站和紀伊田邊站）[5]。
  - 8月25、26日：開設「再會紀國海邊」，行走於串本至新宮之間。在這兩日後，再沒有開設「紀國海邊」[5]。

## 注腳